# Đỗ Lạc Chu
Đỗ Lạc Chu (tiếng Trung: 杜洛周; bính âm: Dù Luòzhōu, ? – 528) còn gọi là Thổ Cân Lạc Chu (吐斤洛周), dân tộc Cao Xa, một trong những thủ lĩnh nghĩa quân ở Hà Bắc trong giai đoạn sau của phong trào Lục Trấn khởi nghĩa phản kháng nhà Bắc Ngụy.

## Quá trình khởi nghĩa
Tháng 8 năm Hiếu Xương đầu tiên (525), Đỗ Lạc Chu ở Thượng Cốc tụ chúng khởi nghĩa phản kháng nhà Bắc Ngụy, đặt niên hiệu là Chân Vương. Nghĩa quân đánh hạ các quận, huyện gần đó. Nghĩa quân vây đánh Yến Châu  thứ sử Thôi Bỉnh.
Tháng 9, triều đình sai U Châu  thứ sử Thường Cảnh làm Hành đài, cùng U Châu đô đốc Nguyên Đàm cùng lĩnh quân chinh thảo nghĩa quân. Bấy giờ, Thường Cảnh bố trí quan binh ở ven đường từ Lư Long tái  đến Quân Đô quan , chiếm lĩnh nơi hiểm yếu, ngăn trở nghĩa quân đánh xuống phía nam.
Tháng giêng năm Hiếu Xương thứ 2 (526), khoảng 2 vạn quan quân đóng ở An Châu  phản Ngụy, hưởng ứng Đỗ Lạc Chu, gia nhập nghĩa quân. Đỗ Lạc Chu đưa nghĩa quân đến cùng họ hội họp, Thường Cảnh phái quân ở Quân Đô quan chặn đón, bị nghĩa quân đánh bại.
Tháng 4, nghĩa quân từ Thượng Cốc nam hạ, tấn công Kế Thành , gặp quan quân đón đánh, lui chạy.
Tháng 11, nghĩa quân vây đánh Phạm Dương .
Tháng 12, dân trong thành tiến hành bạo động, bắt tướng Ngụy là Thường Cảnh và U Châu thứ sử Vương Duyên Niên. Nhờ đó, Đỗ Lạc Chu được vào thành.
Tháng giêng năm Vũ Thái đầu tiên (528), nghĩa quân đánh chiếm 2 châu Định , Doanh , rồi ở Quảng Xương  đẩy lui 1 vạn viện binh tinh kỵ Nhu Nhiên. Sau đó xua quân nam hạ.
Tháng 2, Đỗ Lạc Chu bị thủ lĩnh một cánh nghĩa quân khác là Cát Vinh giết chết, bộ chúng quy về dưới tay Cát Vinh.